# Solna Jama
Solna Jama – niewielka jaskinia krasowa w wyrobisku starego kamieniołomu u południowo-wschodniego podnóża masywu Czerńca, w dolinie potoku Gołodolnik, jedyna w Górach Bystrzyckich.

## Opis jaskini
Jaskinia była znana na pewno w XVIII wieku, a być może znacznie wcześniej. Powstała w wyniku wypłukiwania przez wodę marmurów, tworzących soczewkę wśród łupków metamorficznych (nazwa od śnieżnobiałego, gruboziarnistego marmuru, przypominającego kryształy soli kamiennej). Długość ok. 50 m. Składa się z korytarza, który następnie rozwidla się – prawa odnoga prowadzi do komory z jeziorkiem krasowym, zaś lewa kończy się syfonem wodnym. Bywała nazywana również Jaskinią Gniewoszowską (najbliższa miejscowość to Gniewoszów). Szata naciekowa jaskini nie zachowała się prawie w ogóle. Obecne wejście do jaskini zostało odsłonięte w trakcie prac w kamieniołomie, dawniej naturalny otwór znajdował się niżej, nad samym brzegiem potoku Gołodolnik.
Wzmiankowana w literaturze już w II połowie XVIII w. Niedaleko jaskini znajdują się ruiny średniowiecznego zamku Szczerba.

## Flora i fauna
Zawiera liczny i cenny naukowo zespół faunistyczny. Stanowisko m.in. endemicznego bezskrzydłego owada Onychiyrus paxi i ślepego skorupiaka Nimphargus puteanus. W osadach tej jaskini znaleziono liczny zespół skamieniałości ssaków z późnego plejstocenu, liczący co najmniej 21 gatunków.

## Szlaki turystyczne
Obok Solnej Jamy przechodzi szlak turystyczny:
- z Międzylesia na Przełęcz Spaloną.